# انجمن موقرمزها
انجمن موقرمزها یکی از ۵۶ داستان کوتاه شرلوک هلمز است که توسط سر آرتور کانن دویل نوشته شده است. این داستان اولین بار در اوت ۱۸۹۱، همراه با نقاشی‌های سیدنی پاجت در مجله استرند منتشر شد. کانن دویل در فهرست دوازده داستان شرلوک هلمز موردعلاقه خود، این داستان را در رتبه دوم قرار داده است. انجمن موقرمزها دومین داستان از دوازده داستان مجموعه ماجراهای شرلوک هلمز است که در سال ۱۸۹۲ منتشر شد.

## داستان

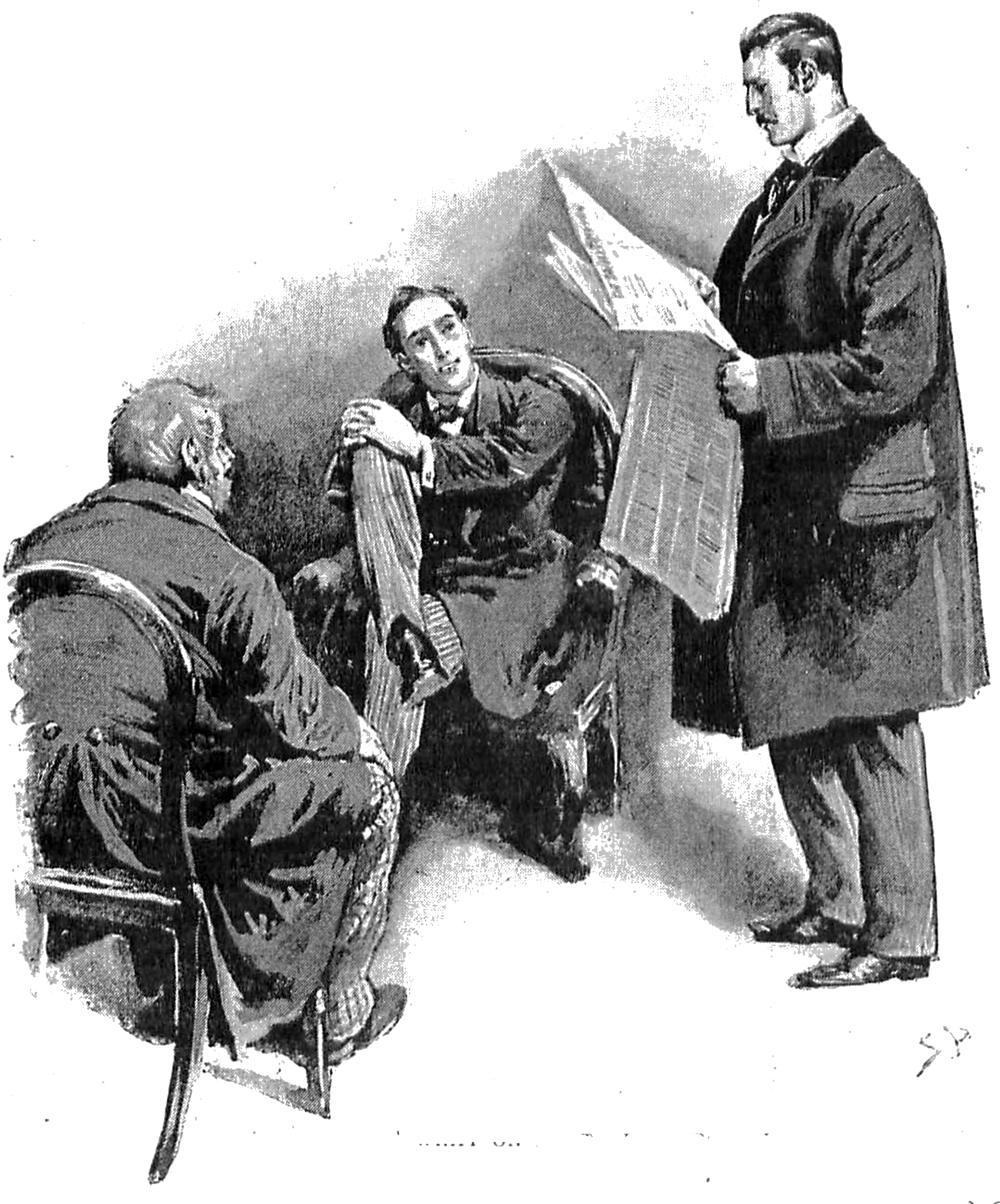
واتسون در حال خواندن روزنامه برای هلمز و ویلسون.

جبز ویلسون، یک امانت‌فروش اهل لندن، برای مشورت با شرلوک هلمز و دکتر واتسون به خانه آنها می‌آید. هم هلمز و هم واتسون هنگام بررسی این مشتری متوجه موهای قرمز او می‌شوند که رنگی شبیه به شعله آتش دارد. ویلسون به آن‌ها می‌گوید که چند هفته قبل، دستیار جوانش، وینسنت اسپالدینگ، به او اصرار کرده تا به آگهی «انجمن موقرمزها» که کار پردرآمدی را فقط به متقاضیان مرد و موقرمز پیشنهاد کرده پاسخ بدهد. صبح روز بعد، ویلسون در صف طولانی مردان موقرمز منتظر مانده، با او مصاحبه شده و تنها متقاضی‌ای بوده که استخدام شده، زیرا هیچ‌یک از متقاضیان دیگر واجد شرایط نبوده‌اند؛ موهای قرمز آنها یا خیلی تیره یا خیلی روشن بوده و با رنگ شعله‌مانند و منحصربه‌فرد موهای ویلسون تفاوت داشته است.
ویلسون به هولمز می گوید که کسب و کارش با مشکل مواجه شده است. از آنجا که امانت‌فروشی او عصرها بیش از هر زمان دیگری مشتری داشته، او می‌توانسته بعدازظهرها مغازه‌اش را برای مدت‌های کوتاهی ترک کند و به انجمن موقرمزها برود و هفته‌ای ۴ پوند (معادل ۴۵۰ پوند در سال ۲۰۲۰) دستمزد بگیرد. کار انجمن موقرمزها یک کار اداری بیهوده بوده و او فقط باید در یک دفتر خالی می‌نشسته. این کار تنها برای رعایت ظاهری مفاد یک وصیت‌نامه بوده که به موجب آن، فرد استخدام‌شده باید از روی دایره‌المعارف بریتانیکا رونویسی می‌کرده است. ویلسون در مورد موضوعاتی که با حرف "الف" شروع می‌شدند چیزهای زیادی آموخته و مشتاقانه منتظر رسیدن به بخش "ب" بوده اما یک روز صبح به تابلویی بر روی در قفل‌شده دفتر برمی‌خورد که به شکل عجیبی اعلام می‌کند: "انجمن موقرمزها منحل شده است" — ۹ اکتبر ۱۸۹۰."
ویلسون نزد صاحبخانه آن ملک می‌رود و صاحبخانه به او می‌گوید که هرگز نام دانکن راس، شخصی که دفتر انجمن موقرمزها را مدیریت می‌کرد، نشنیده است. صاحبخانه کارتی به ویلسون می‌دهد که او را به یک شرکت تولید پروتز زانو راهنمایی می‌کند. ویلسون از اینکه ۴ پوند درآمد هفتگی خود را از دست داده ابراز ناراحتی می‌کند.
واتسون و هلمز این موقعیت را مضحک می‌یابند و به ویلسون می‌خندند، اما هلمز به او اطمینان می‌دهد که تا دوشنبه پرونده را حل خواهند کرد. ویلسون پس از شرح مشخصات اسپولدینگ، خانه هلمز را ترک می‌کند. هلمز تصمیم می گیرد به دیدن اسپولدینگ برود و هنگام دیدن او متوجه می‌شود که زانوهای شلوار اسپولدینگ کثیف است. هلمز پس از آن به سنگفرش جلوی مغازه ویلسون چند ضربه می‌زند.
با حل‌شدن پرونده، او با بازرس جونز و آقای مری‌ودر (مدیر بانک کنار مغازه ویلسون) تماس می‌گیرد.
این چهار نفر در خزانه بانک پنهان می‌شوند و بیش از یک ساعت در تاریکی منتظر می‌مانند تا اینکه دو مرد از تونلی که کف خزانه بانک حفر شده بیرون می‌آیند و دستگیر می‌شوند. یکی از آنها جان کلی نام دارد که مجرم سابقه‌دار است، و همدست او فردی به نام آرچی است. این دو نفر با نام‌های مستعار اسپولدینگ و راس، انجمن دروغین موقرمزها را ساخته بودند تا ویلسون را از مغازه‌اش بیرون بکشند و از زیرزمین او به خزانه بانک تونل بزنند. هرچند ۴ دلار دستمزد هفتگی ویلسون مبلغ بالایی بوده اما در مقایسه با سکه‌های طلایی که قصد داشتند از خزانه بانک بدزدند مبلغ ناچیزی محسوب می‌شده است.
هلمز و واتسون به خانه‌شان در خیابان بیکر برمی‌گردند و هلمز به واتسون توضیح می‌دهد که چگونه پرونده را حل کرده است. او خلاقیت کلی را تحسین می‌کند و تاسف می‌خورد که چنین ذهن خلاقی در راه ارتکاب جرم هدر رفته است.